# Гранваль, Клеманс де
Клеманс де Гранваль, урождённая Мария-Фелиси-Клеманс де Резе (фр. Clémence de Grandval, née Maria-Félicie-Clémence de Reiset, 21 января 1828, Сен-Реми-де-Мон (департамент Сарта) — 15 января 1907, Париж) — французский композитор, ученица Камиля Сен-Санса. Публиковала свои произведения под псевдонимами Tesier, Valgrand, Jasper, Banger и пр.

## Биография и творчество
Мария-Фелиси-Клеманс де Резе родилась в 1828 году в замке Кур-дю-Буа близ деревни Сен-Реми-де-Мон. Начала заниматься композицией в юном возрасте под руководством Фридриха фон Флотова, бывшего другом семьи. Позднее, выйдя замуж за виконта де Гранваля, продолжила обучение композиции у Камиля Сен-Санса. Клеманс де Гранваль также брала уроки у Шопена.
В 1859 году в Париже состоялась премьера её одноактной оперетты «Le sou de Lise». С 1850 по 1869 год Гранваль написала шесть опер и оперетт. В 1880 году она получила Премию Россини за свою ораторию «Дочь Иаира». Позднее, в 1890 году, стала лауреатом Премии Шартье, присуждаемой французским композиторам за произведения в камерном жанре.
Клеманс де Гранваль была плодовитым композитором. Её произведения включают 10 опер и оперетт, три симфонии, два концерта, концертную увертюру, один балет, фортепьянную, вокальную, камерную и оркестровую музыку. При жизни она считалась одним из выдающихся композиторов своего времени.
Клеманс де Гранваль умерла в 1907 году в Париже.